# 反恐
反恐（英語：Counterterrorism）是一个国家、政府、军队、执法机构、情报机构、商业機構，用来打击或防止恐怖主义的執行、技术、战术及战略。通常是政府制定反恐策略，利用国家权力工具消灭恐怖分子，及其恐怖组织的联系网络，使恐怖分子无法使用暴力向公民灌输恐惧或逼迫政府做出反应。如果這個恐怖主義的是以叛亂的方式存在，反恐可能會採用反叛亂的方式進行。

## 規劃
史上第一個成立的反恐機構是倫敦警察廳於1883年成立的愛爾蘭特別課。在20世紀後期，日益增長的恐怖主義威脅使反恐力量不斷擴大，尤其是九一一事件後達到高峰，已開發國家遭遇恐怖襲擊容易受到廣泛關注，但大多數恐怖主義發生在未開發國家。

### 情報與監視
- 跨部門反恐專責組

## 執行單位
現今許多國家都有專門的單位來處理恐怖威脅，這些反恐機構通常由情報機構或反情報機構擔任，例如巴基斯坦三軍情報局、德國聯邦憲法保衛局，但也有執法單位來負責反恐任務，例如加拿大騎警。除了各種安全機構之外，還有各種戰術部隊，其作用是直接與恐怖分子交戰，並防止恐怖襲擊。這些單位在戰術方面受過專門訓練，以隱蔽和最小的傷亡的方式執行任務。這些單位包括突擊隊、狙擊手、領犬員、防爆專家、審訊專家。在大部分國家，軍隊被作為最後的手段，因為反恐屬於非常規作戰的一環，因此通常會交由特種部隊負責。

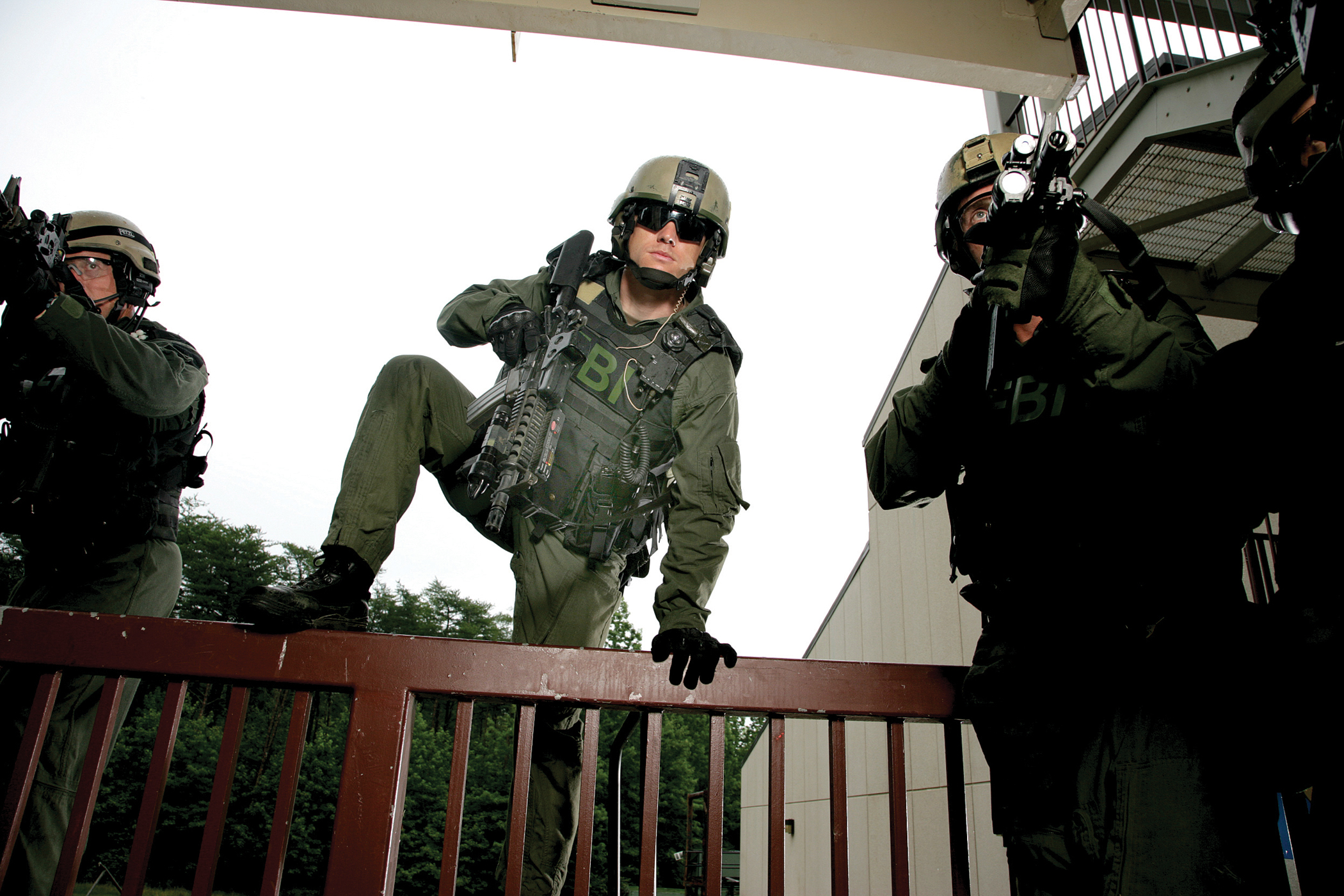
聯邦調查局人質救援隊。

### 警察或準軍事
- 獵鷹突擊隊
- 雪豹突擊隊
- 第九國境守備隊
- 特殊急襲部隊
- 特別行動組
- 阿爾法小組
- 信號旗小組
- 維安特勤隊
- 海巡特勤隊
- 香港特別任務連

### 軍事
- 第2聯合特遣部隊
- 國家憲兵干預隊
- 總參謀部偵察部隊
- 第13突擊隊
- 海軍特種作戰部隊
- 空降特勤隊
- 行動應變及機動組
- 格魯烏特種部隊
- 特種空勤團
- 憲兵特勤隊
- 三角洲部隊
- 海豹突擊隊